# イングランディーレ
イングランディーレ（欧字名:Ingrandire、1999年5月21日 - 2020年12月12日）とは日本の競走馬である。2004年に天皇賞（春）を勝利した。また、天皇賞（春）のモデルとなったアスコットゴールドカップにも出走した。

## 戦績

### 2-4歳 (2001年-2003年)
デビューは2歳の夏。当初はダートを主体に使われていた。3歳の終わりに格上挑戦ながらステイヤーズステークスに出走しホットシークレットの4着に食い込む。自己条件6着のあと、ダイヤモンドステークス（GIII）（東京競馬場のスタンド増設工事の影響により中山競馬場で施行）に出走する。8番人気という低評価であったが、雨で緩んだ馬場と52kgの軽いハンデキャップを活かして逃げ切り勝ちをおさめ、重賞初制覇となる。これが芝での初勝利であった。さらに日経賞（GII）でも、4コーナーで先頭に立つとバランスオブゲーム以下を押し切り重賞を連勝する。
迎えた天皇賞（春）で、フルゲート18頭中5番人気に支持されるが、ヒシミラクルの激走の前に9着に敗れる。その後は再びダート路線へ。ブリーダーズゴールドカップ（GIII）、白山大賞典（GIII）を連勝するもJBCクラシックではアドマイヤドンにかなわず6着に敗れている。その後も、ステイヤーズステークス4着、名古屋グランプリ5着と勝ち切れなかった。

### 5歳 (2004年)
2004年は船橋競馬場で行われたダイオライト記念に出走し、不良馬場の中、2着に入る。次走の天皇賞（春）（GI）では他にも有力馬が多く10番人気に過ぎなかった。ゲートが開くと、鞍上の横山典弘は押して先頭に立ち、逃げを打つ。一時は20馬身を超えるリードを作った逃げであったが、ネオユニヴァースやゼンノロブロイ、リンカーンといった差し馬が揃っており、どの馬も牽制しあってイングランディーレに誰も鈴を付けに行かないままレースは進んでいった。さすがに直線では脚色が鈍ったものの、そのまま2着ゼンノロブロイに7馬身差をつけて逃げ切った。鞍上の横山は、同じ京都競馬場のGI菊花賞をセイウンスカイで逃げ切った実績があり、好騎乗が光る競走となった。レース後の勝利ジョッキーインタビューでは「セイウンスカイに乗っているようでした」と語っていた。当時地上波のテレビ実況を担当していた馬場鉄志アナウンサーが「イングランディーレの一人旅」と形容した快心のレースだった。その後、イギリスのアスコット競馬場に遠征してアスコットゴールドカップに出走するも、天皇賞のようにレースを作って行く事ができず、9着に敗れてしまう。日本に帰国し、ブリーダーズゴールドカップ2着の後、左前浅屈腱炎を発症して長期休養に入る。

### 6-7歳(2005年-2006年)
1年3ヶ月休養後、2005年11月5日に復帰したカシオペアステークスで62kgという酷量や長期休養などが響き、最下位に敗れてしまった。続くステイヤーズステークスも10着と大敗した。
7歳初戦となる2006年8月5日のみなみ北海道ステークスで3着と健闘し、続いて3年前に勝利したブリーダーズゴールドカップに出走、3番人気まで推されたが6着に敗れた。その後、脚部不安で9月29日登録を抹消され引退した。

## 種牡馬時代
2006年11月にエアスマップと共に韓国済州島の金岳(クムアク)牧場で種牡馬になることが決定した。2007年シーズンより種牡馬入りし、初年度19頭に種付けした。
2年目産駒から2012年コリアンダービー優勝馬チグミスンガン(後継種牡馬)が出たため、翌年2013年の種付頭数は93頭となった。
2020年12月12日午後、老衰のため、繋養先の金岳牧場で死亡した。

## 競走成績
| 競走日     | 競馬場     | 競走名              | 格       | 距離（馬場）  | 頭 数 | 枠 番 | 馬 番 | オッズ （人気） | 着順 | タイム （上がり3F） | 着差 | 騎手        | 斤量 [kg] | 1着馬（2着馬）         | 馬体重 [kg] |
| ---------- | ---------- | ------------------- | -------- | ------------- | ----- | ----- | ----- | --------------- | ---- | ------------------- | ---- | ----------- | --------- | ---------------------- | ----------- |
| 2001.08.11 | 新潟       | 2歳新馬             |          | ダ1200m（良） | 14    | 7     | 11    | 004.20（2人）   | 03着 | R1:14.9（38.7）     | -0.2 | 0柴田善臣   | 53        | ステラファンタジー     | 476         |
| 0000.09.01 | 新潟       | 2歳新馬             |          | ダ1200m（稍） | 14    | 1     | 1     | 002.70（1人）   | 02着 | R1:13.9（37.2）     | -0.2 | 0柴田善臣   | 53        | スターレッド           | 484         |
| 0000.09.15 | 中山       | 2歳未勝利           |          | 芝1600m（良） | 14    | 4     | 5     | 002.50（1人）   | 08着 | R1:36.7（38.0）     | -1.7 | 0木幡初広   | 53        | トーセンサクシード     | 484         |
| 0000.10.07 | 東京       | 2歳未勝利           |          | ダ1200m（良） | 11    | 8     | 10    | 001.20（1人）   | 01着 | R1:13.8（36.9）     | -0.6 | 0柴田善臣   | 53        | （ヒシドリーム）       | 484         |
| 0000.10.27 | 東京       | プラタナス賞        | 500万下  | ダ1400m（良） | 14    | 4     | 5     | 080.9（11人）   | 05着 | R1:25.8（37.6）     | -1.0 | 0田面木博公 | 53        | シベリアンメドウ       | 486         |
| 0000.12.08 | 中京       | 樅の木賞            | 500万下  | ダ1700m（良） | 16    | 7     | 14    | 009.60（5人）   | 04着 | R1:49.5（38.8）     | -1.2 | 0中館英二   | 54        | ワンダーハーブ         | 488         |
| 2002.01.12 | 東京       | 黒竹賞              | 500万下  | ダ1600m（良） | 14    | 7     | 6     | 031.10（7人）   | 06着 | R1:39.4（38.4）     | -1.2 | 0中館英二   | 55        | カイトヒルウインド     | 492         |
| 0000.02.10 | 東京       | 3歳500万下          |          | ダ1600m（良） | 16    | 6     | 11    | 005.50（3人）   | 05着 | R1:40.0（39.3）     | -1.7 | 0北村宏司   | 55        | インターコウキ         | 480         |
| 0000.03.10 | 中山       | 3歳500万下          |          | ダ1800m（良） | 14    | 2     | 2     | 005.40（2人）   | 01着 | R1:54.7（39.1）     | -0.0 | 0O.ペリエ   | 55        | （マイネルプロスパー） | 486         |
| 0000.03.31 | 中山       | 伏竜S               | OP       | ダ1800m（良） | 9     | 4     | 4     | 040.40（9人）   | 04着 | R1:53.9（38.9）     | -0.9 | 0中館英二   | 55        | ディーエスサンダー     | 486         |
| 0000.04.27 | 東京       | 青葉賞              | GII      | 芝2400m（良） | 18    | 8     | 18    | 167.0（18人）   | 13着 | R2:28.3（35.3）     | -1.9 | 0吉田豊     | 56        | シンボリクリスエス     | 486         |
| 0000.05.19 | 中京       | 昇竜S               | OP       | ダ1700m（重） | 15    | 1     | 1     | 059.4（11人）   | 04着 | R1:44.8（37.8）     | -0.2 | 0小林久晃   | 55        | クーリンガー           | 486         |
| 0000.06.01 | 東京       | ユニコーンS         | GIII     | ダ1600m（良） | 16    | 6     | 11    | 087.9（12人）   | 13着 | R1:38.3（38.3）     | -1.9 | 0小林久晃   | 55        | ヒミツヘイキ           | 486         |
| 0000.10.20 | 中山       | 3歳上1000万下       |          | ダ1800m（稍） | 14    | 3     | 4     | 015.60（6人）   | 04着 | R1:55.4（40.2）     | -1.4 | 0江田照男   | 55        | カイトヒルウインド     | 506         |
| 0000.11.02 | 中山       | 3歳上1000万下       |          | ダ1800m（良） | 12    | 8     | 11    | 005.90（2人）   | 06着 | R1:54.7（39.9）     | -0.6 | 0江田照男   | 55        | クロウト               | 508         |
| 0000.11.17 | 中山       | 3歳上1000万下       |          | ダ1800m（良） | 12    | 6     | 9     | 016.70（6人）   | 01着 | R1:54.7（38.5）     | -0.0 | 0小林淳一   | 55        | （スズカツヨシ）       | 510         |
| 0000.11.30 | 中山       | ステイヤーズS       | GII      | 芝3600m（良） | 11    | 7     | 9     | 053.20（9人）   | 04着 | R3:45.8（35.1）     | -0.2 | 0小林淳一   | 55        | ホットシークレット     | 508         |
| 2003.01.25 | 中山       | アレキサンドライトS | 1600万下 | ダ1800m（稍） | 16    | 2     | 4     | 027.40（8人）   | 06着 | R1:54.8（39.7）     | -1.0 | 0小林淳一   | 55        | ディーエスサンダー     | 520         |
| 0000.02.16 | 中山       | ダイヤモンドS       | GIII     | 芝3200m（稍） | 13    | 3     | 3     | 022.40（8人）   | 01着 | R3:23.7（37.5）     | -0.2 | 0小林淳一   | 52        | （ハッピールック）     | 516         |
| 0000.03.29 | 中山       | 日経賞              | GII      | 芝2500m（良） | 10    | 7     | 8     | 016.80（5人）   | 01着 | R2:31.3（36.1）     | -0.2 | 0小林淳一   | 56        | （バランスオブゲーム） | 516         |
| 0000.05.04 | 京都       | 天皇賞・春          | GI       | 芝3200m（良） | 18    | 2     | 3     | 012.80（5人）   | 09着 | R3:18.1（37.0）     | -1.1 | 0小林淳一   | 58        | ヒシミラクル           | 508         |
| 0000.08.14 | 旭川       | ブリーダーズGC      | GII      | ダ2300m（不） | 11    | 3     | 3     | 00 - 00（2人）  | 01着 | R2:30.7             | -0.7 | 0五十嵐冬樹 | 57        | (ディーエスサンダー)   | 504         |
| 0000.10.12 | 金沢       | 白山大賞典          | GIII     | ダ2100m（重） | 11    | 6     | 6     | 00 - 00（1人）  | 01着 | R2:14.6             | -1.3 | 0安藤勝己   | 58        | (ハギノハイグレイド)   | 507         |
| 0000.11.03 | 大井       | JBCクラシック       | GI       | ダ2000m（良） | 15    | 4     | 7     | 00 - 00（4人）  | 06着 | R2:06.2（39.4）     | -1.9 | 0M.デムーロ | 58        | アドマイヤドン         | 512         |
| 0000.12.06 | 中山       | ステイヤーズS       | GII      | 芝3600m（良） | 10    | 6     | 6     | 003.90（2人）   | 04着 | R3:48.6（35.5）     | -0.4 | 0小林淳一   | 58        | チャクラ               | 516         |
| 0000.12.23 | 名古屋     | 名古屋グランプリ    | GII      | ダ2500m（重） | 12    | 4     | 4     | 00 - 00（1人）  | 05着 | R2:42.3             | -1.0 | 0安藤勝己   | 57        | リージェントブラフ     | 504         |
| 2004.03.24 | 船橋       | ダイオライト記念    | GII      | ダ2400m（不） | 14    | 6     | 9     | 00 - 00（4人）  | 02着 | R2:31.2（39.5）     | -1.0 | 0蛯名正義   | 56        | ミツアキタービン       | 521         |
| 0000.05.04 | 京都       | 天皇賞・春          | GI       | 芝3200m（良） | 18    | 3     | 6     | 071.0（10人）   | 01着 | R3:18.4（36.1）     | -1.1 | 0横山典弘   | 58        | (ゼンノロブロイ)       | 518         |
| 0000.06.17 | アスコット | ゴールドカップ      | GI       | 芝4000m（良） | 13    |       | 6     | 00 - 00         | 09着 |                     |      | 0横山典弘   | 58        | Papineau               | 計不        |
| 0000.08.12 | 旭川       | ブリーダーズGC      | GII      | ダ2300m（良） | 9     | 5     | 5     | 00 - 00（1人）  | 02着 | R2:31.7             | -0.3 | 0五十嵐冬樹 | 58        | タイムパラドックス     | 508         |
| 2005.11.05 | 京都       | カシオペアS         | OP       | 芝1800m（良） | 12    | 5     | 6     | 015.80（8人）   | 12着 | R1:48.5（35.1）     | -2.4 | 0O.ペリエ   | 62        | アサカディフィート     | 514         |
| 0000.12.03 | 中山       | ステイヤーズS       | GII      | 芝3600m（良） | 11    | 5     | 5     | 016.60（5人）   | 10着 | R3:50.6（37.5）     | -2.9 | 0柴田善臣   | 58        | デルタブルース         | 518         |
| 2006.08.05 | 函館       | みなみ北海道S       | OP       | 芝2600m（良） | 15    | 1     | 1     | 012.50（6人）   | 03着 | R2:43.0（37.6）     | -0.7 | 0安藤勝己   | 58        | ファストタテヤマ       | 516         |
| 0000.08.17 | 旭川       | ブリーダーズGC      | GII      | ダ2300m（良） | 12    | 7     | 11    | 004.00（3人）   | 06着 | R2:34.3（43.2）     | -3.3 | 0五十嵐冬樹 | 58        | ハードクリスタル       | 516         |

## 主な産駒
- 2009年産
  - チグミスンガン / Jigeum I Sungan / 지금이순간（2012年コリアンダービー、農林水産食品部長官杯、2013年済州特別自治道杯[4]、ソウル馬主協会長杯）種牡馬
- 2010年産
  - ウンヘ / Unhae / 운해（2013年コリアンダービー2着）
- 2012年産
  - コスモスキング / Cosmos King / 코스모스킹（2014年果川市長杯）
- 2013年産
  - コムビッガンジャ / Geombit Gangja / 검빛강자 （2017年スポーツ朝鮮杯）

## 血統表
| イングランディーレの血統                  | イングランディーレの血統                          | イングランディーレの血統         | （血統表の出典）             | （血統表の出典） |
| 父系                                      | リファール系                                      | リファール系                     | リファール系                 | [ § 2 ]          |
| 父 *ホワイトマズル White Muzzle 1990 鹿毛 | 父の父*ダンシングブレーヴ Dancing Brave 1983 鹿毛 | Lyphard                          | Northern Dancer              | Northern Dancer  |
| 父 *ホワイトマズル White Muzzle 1990 鹿毛 | 父の父*ダンシングブレーヴ Dancing Brave 1983 鹿毛 | Lyphard                          | Goofed                       |                  |
| 父 *ホワイトマズル White Muzzle 1990 鹿毛 | 父の父*ダンシングブレーヴ Dancing Brave 1983 鹿毛 | Navajo Princess                  | Drone                        | Drone            |
| 父 *ホワイトマズル White Muzzle 1990 鹿毛 | 父の父*ダンシングブレーヴ Dancing Brave 1983 鹿毛 | Navajo Princess                  | Olmac                        |                  |
| 父 *ホワイトマズル White Muzzle 1990 鹿毛 | 父の母Fair of the Furze 1982 鹿毛                 | Ela-Mana-Mou                     | *ピットカーン                | *ピットカーン    |
| 父 *ホワイトマズル White Muzzle 1990 鹿毛 | 父の母Fair of the Furze 1982 鹿毛                 | Ela-Mana-Mou                     | Rose Bertin                  |                  |
| 父 *ホワイトマズル White Muzzle 1990 鹿毛 | 父の母Fair of the Furze 1982 鹿毛                 | Autocratic                       | Tyrant                       | Tyrant           |
| 父 *ホワイトマズル White Muzzle 1990 鹿毛 | 父の母Fair of the Furze 1982 鹿毛                 | Autocratic                       | Flight Table                 |                  |
| 母 マリリンモモコ 1986 栗毛               | 母の父*リアルシャダイ Real Shadai 1979 黒鹿毛     | Roberto                          | Hail to Reason               | Hail to Reason   |
| 母 マリリンモモコ 1986 栗毛               | 母の父*リアルシャダイ Real Shadai 1979 黒鹿毛     | Roberto                          | Bramalea                     |                  |
| 母 マリリンモモコ 1986 栗毛               | 母の父*リアルシャダイ Real Shadai 1979 黒鹿毛     | Desert Vixen                     | In Reality                   | In Reality       |
| 母 マリリンモモコ 1986 栗毛               | 母の父*リアルシャダイ Real Shadai 1979 黒鹿毛     | Desert Vixen                     | Desert Trial                 |                  |
| 母 マリリンモモコ 1986 栗毛               | 母の母ピーチクリアー 1979 栗毛                    | *ノーザンテースト Northern Taste | Northern Dancer              | Northern Dancer  |
| 母 マリリンモモコ 1986 栗毛               | 母の母ピーチクリアー 1979 栗毛                    | *ノーザンテースト Northern Taste | Lady Victoria                |                  |
| 母 マリリンモモコ 1986 栗毛               | 母の母ピーチクリアー 1979 栗毛                    | シャダイクリアー                 | *ガーサント                  | *ガーサント      |
| 母 マリリンモモコ 1986 栗毛               | 母の母ピーチクリアー 1979 栗毛                    | シャダイクリアー                 | ペルルビーチ                 |                  |
| 母系(F-No.)                               | クヰツクランチ系(FN:4-r)                          | クヰツクランチ系(FN:4-r)         | クヰツクランチ系(FN:4-r)     | [ § 3 ]          |
| 5代内の近親交配                           | Northern Dancer 4×4 = 12.50%                      | Northern Dancer 4×4 = 12.50%     | Northern Dancer 4×4 = 12.50% | [ § 4 ]          |
| 出典                                      | 1. 2. 3. 4.                                       | 1. 2. 3. 4.                      | 1. 2. 3. 4.                  | 1. 2. 3. 4.      |

- 祖母ピーチクリアーの全兄ピーチシャダイは東京障害特別（春）勝馬。
- 3代母シャダイクリアーの子孫にダイナマイトダディ、トゥナンテなどがいる。
- 甥ワタリドラゴンはジュニアグランプリの勝馬。